# Haengdang (metropolitana di Seul)
Haengdang (행당역 - 杏堂驛, Haengdang-yeok ) è una stazione della metropolitana di Seul servita dalla linea 5 della metropolitana di Seul.

## Linee
SMRT
● Linea 5 (Codice: 539)

## Struttura
La stazione è sotterranea, e dispone di due marciapiedi laterali con due binari passanti, e porte di banchina a piena altezza. Sono presenti 4 uscite in superficie.
| Direzione Banghwa             | ● Linea 5 | per Jongno 3-ga, Gongdeok, Yeouido, Gimpo Aeroporto e Banghwa |
| Direzione Sangil-dong/Macheon | ● Linea 5 | per Wangsimni, Sangil-dong e Macheon                          |

## Stazioni adiacenti
| «         | Servizio | »         |
| Linea 5   | Linea 5  | Linea 5   |
| --------- | -------- | --------- |
| Singeumho | -        | Wangsimni |